# Золотов, Николай Евгеньевич
Никола́й Евге́ньевич Зо́лотов (30 ноября 1955, Белиц, Бранденбург — 23 июля 2019, Москва) — советский и российский военный деятель, генерал-полковник, профессор Академии проблем безопасности, обороны и правопорядка.

## Биография
В 1977 году окончил Московское высшее военное командное училище имени Верховного Совета РСФСР, в 1985 году — Военную академию им. Фрунзе, в 1996 году — Военную академию Генерального штаба ВС РФ.
Проходил службу в Группе советских войск в Германии, в Прибалтийском военном округе, в Группе российских войск в Закавказье.
- с июня 1999 года — начальник штаба — первый заместитель командующего Группой российских войск в Закавказье;
- с 2001 по сентябрь 2003 года — командующий Группой российских войск в Закавказье.
- 2004—2008 год — главный консультант при главнокомандующем Вооружённых сил Анголы.

Скончался 23 июля 2019 года в Москве. Похоронен на Троекуровском кладбище.

## Награды
- Орден «За Военные заслуги»
- Орден «Знак Почёта»